# Hemisus guineensis
Hemisus guineensis é uma espécie de anfíbio da família Hemisotidae.

## Distribuição geográfica
Pode ser encontrada nos seguintes países: Angola, Benin, Camarões, Chade, República Democrática do Congo, Costa do Marfim, Gana, Guiné, Guiné-Bissau, Quénia, Libéria, Moçambique, Nigéria, Senegal, Serra Leoa, África do Sul, Tanzânia, Uganda, Zâmbia, Zimbabwe, possivelmente Botswana, possivelmente Burundi, possivelmente República Centro-Africana, possivelmente Gâmbia, possivelmente Malawi, possivelmente Namíbia, possivelmente Níger, possivelmente Ruanda, possivelmente Sudão e possivelmente em Togo.

## Habitats
Os seus habitats naturais são: florestas subtropicais ou tropicais húmidas de baixa altitude, savanas áridas, savanas húmidas, matagal árido tropical ou subtropical, campos de gramíneas subtropicais ou tropicais secos de baixa altitude, marismas intermitentes de água doce, florestas secundárias altamente degradadas, lagoas e canals e valas.